# Tougué
 (juin 2025).
La mise en forme du texte ne suit pas les recommandations de Wikipédia : il faut le « wikifier ».
Les points d'amélioration suivants sont les cas les plus fréquents. Le détail des points à revoir est peut-être précisé sur la page de discussion.
- Les titres sont pré-formatés par le logiciel. Ils ne sont ni en capitales, ni en gras.
- Le texte ne doit pas être écrit en capitales (les noms de famille non plus), ni en gras, ni en italique, ni en « petit »…
- Le gras n'est utilisé que pour surligner le titre de l'article dans l'introduction, une seule fois.
- L'italique est rarement utilisé : mots en langue étrangère, titres d'œuvres, noms de bateaux, etc.
- Les citations ne sont pas en italique mais en corps de texte normal. Elles sont entourées par des guillemets français : « et ».
- Les listes à puces sont à éviter, des paragraphes rédigés étant largement préférés. Les tableaux sont à réserver à la présentation de données structurées (résultats, etc.).
- Les appels de note de bas de page (petits chiffres en exposant, introduits par l'outil «  Source ») sont à placer entre la fin de phrase et le point final[comme ça].
- Les liens internes (vers d'autres articles de Wikipédia) sont à choisir avec parcimonie. Créez des liens vers des articles approfondissant le sujet. Les termes génériques sans rapport avec le sujet sont à éviter, ainsi que les répétitions de liens vers un même terme.
- Les liens externes sont à placer uniquement dans une section « Liens externes », à la fin de l'article. Ces liens sont à choisir avec parcimonie suivant les règles définies. Si un lien sert de source à l'article, son insertion dans le texte est à faire par les notes de bas de page.
- La présentation des références doit suivre les conventions bibliographiques. Il est recommandé d'utiliser les modèles {{Ouvrage}}, {{Chapitre}}, {{Article}}, {{Lien web}} et/ou {{Bibliographie}}. Le mode d'édition visuel peut mettre en forme automatiquement les références.
- Insérer une infobox (cadre d'informations à droite) n'est pas obligatoire pour parachever la mise en page.

Pour une aide détaillée, merci de consulter Aide:Wikification.
Si vous pensez que ces points ont été résolus, vous pouvez retirer ce bandeau et améliorer la mise en forme d'un autre article.
Pour les articles homonymes, voir Tougué (homonymie).
Tougué est une ville de la république de Guinée. C'est le chef-lieu de la préfecture de Tougué dans la région de Labé.

## Géographie
Tougué est située au centre-nord du pays, entre Dinguiraye et Labé, sur les plateaux du Fouta Djallon (Moyenne Guinée), à une altitude de 817 m.

### Climat
La localité possède un climat de savane de type Aw selon la classification de Köppen, avec une température annuelle moyenne de 29,3 °C et des précipitations d'environ 926,2 mm par an, beaucoup plus abondantes en été qu'en hiver.

### Population
À partir d'une extrapolation du recensement de 2014 (RGPH3), la population de Tougué Centre a été estimée à 28 762 personnes en 2016.

## Historique
La préfecture de Tougué a été érigée en 1901 sous l'administration coloniale française. Initialement, le diwal de Koïn fut transformé en cercle avec Dabalaya (actuelle sous-préfecture de Kollè) comme chef-lieu. Ce poste a été transféré en 1905 à Kollangui, puis en 1909 à Tougué. En 1911, Tougué a été divisé en deux districts : Koïn, dirigé par Alpha Ammar, et Gadha Kollè, dirigé par Alpha Amadou Baïlo. Le 23 novembre 1912, Tougué a été réduit au rang de subdivision et rattaché à Labé .

## Organisation administrative
Tougué est une préfecture de la région de Labé, subdivisée en dix (10) sous-préfectures : Tougué-Centre, Fatako, Fello Koundoua, Kansangui, Kolangui, Kollet, Konah, Kouratongo, Koïn et Tangaly. L'administration préfectorale est dirigée par un préfet nommé par décret présidentiel, tandis que chaque sous-préfecture est administrée par un sous-préfet nommé par arrêté du ministre en charge de l'Administration du territoire et de la décentralisation.

### Quartier urbains
Le centre urbain de Tougué comprend plusieurs quartiers notables, notamment:
- Kollangui,
- Kansangui,
- Fatako,
- Koïn.

### Quartierpériurbain
Les quartiers périurbains de Tougué incluent des zones telles que Dabalaya, Fello Koundoua et Tangaly. Ces zones, bien que proches du centre urbain, présentent des caractéristiques rurales et sont souvent confrontées à des défis en matière d'infrastructures et d'accès aux services de base.

## Justice
La ville dispose d'un tribunal de paix qui traite les affaires civiles et pénales. En 2024, cinq enseignants contractuels communaux ont été condamnés à trois mois de prison avec sursis pour participation délictueuse à un attroupement, illustrant le rôle actif de la justice locale dans le maintien de l'ordre public .

## Éducation
Tougué compte des établissements d'enseignement primaire et secondaire. Cependant, le secteur éducatif fait face à des défis majeurs, notamment le manque d'enseignants, d'infrastructures adéquates et de ressources pédagogiques. Par exemple, en 2024, des enseignants contractuels ont été condamnés pour avoir manifesté contre leurs conditions de travail, soulignant les tensions existantes dans le secteur éducatif local .

## Sport
Le football est le sport le plus populaire à Tougué. Plusieurs clubs locaux participent à des compétitions inter-préfectorales. Cependant, la préfecture ne dispose pas encore d'infrastructures sportives de haut niveau ni d'équipes évoluant dans les divisions nationales.

## Culture
Tougué fait partie intégrante du Fouta-Djalon, bastion de la culture peule (Fulɓe). La tradition orale, la musique folklorique, les danses et l'artisanat (notamment la poterie et le tissage) y sont très présents. La mélodie pastorale, symbole fort de l'identité culturelle peule, est particulièrement présente dans la région.

## Lieux de culte
La population de Tougué est majoritairement musulmane sunnite. La ville compte plusieurs mosquées, dont celle de Kollangui, récemment construite par la famille Sy Savané, qui a également financé une clinique moderne dans la région . Des lieux de prière chrétiens (églises) existent également, bien qu'en nombre limité.

## Activité économique
L'économie locale repose principalement sur :
- l'agriculture (maïs, fonio, arachide, pomme de terre),
- l'élevage (bovins, ovins, caprins),
- le petit commerce (marchés hebdomadaires),
- l'artisanat.

Certaines zones rurales, comme les districts de Koïn et Tangaly, sont considérées comme des greniers agricoles, mais souffrent de leur enclavement, rendant difficile l'acheminement des produits vers le centre urbain.

## Transports
La ville est reliée aux autres localités par des routes secondaires en état variable. En 2022, la commune urbaine de Tougué a été électrifiée après plusieurs décennies sans électricité, grâce à l'installation d'un groupe électrogène de 250 KVA par l'EDG . De plus, en 2025, la voirie urbaine de Tougué a commencé à recevoir sa première couche de bitume, une première dans l'histoire de cette ville, améliorant ainsi la mobilité et l'accès aux services.